# 樊皮
樊皮（?—?），又稱樊仲皮，春秋时期周朝的大夫，樊国国君。
前665年，樊皮叛周惠王。
前664年春，周惠王派虢公讨伐樊皮。夏四月十四丙辰，虢公攻入樊國，捕拿樊仲皮，帶回京师。